# Dor Elo
Dor Elo (hebr. ‏דור אלו‎, ur. 26 września 1993 w Petach Tikwie) – izraelski piłkarz grający na pozycji obrońcy. Od 2017 roku zawodnik Hapoelu Beer Szewa.

## Życiorys
Jest wychowankiem Maccabi Petach Tikwa. W seniorskim zespole tego klubu występował w latach 2013–2017. W rozgrywkach Ligat ha’Al zadebiutował 31 sierpnia 2013 w przegranym 1:3 meczu z Beitarem Jerozolima. W 2017 roku odszedł do Hapoelu Beer Szewa. W sezonie 2017/2018 wraz z klubem zdobył mistrzostwo kraju.